# GJ 3136
GJ 3136 (G 173-39 / NLTT 7096) es una estrella de magnitud aparente +12,47. Se encuentra a 46,6 años luz del sistema solar encuadrada en la constelación de Perseo.
Es una enana roja de tipo espectral M5 V (aunque en otras fuentes aparece catalogada como M3 V).
Brilla con una luminosidad —en el espectro visible— igual al 0,17% de la luminosidad solar; a pesar de ello, es 12 veces más luminosa que Próxima Centauri y 8 veces más que Wolf 359, dos de las enanas rojas muy próximas a nosotros.
GJ 3136 tiene una temperatura superficial de ~3200 K y su masa apenas supone el 31% de la masa solar.
Posee una metalicidad —abundancia relativa de elementos más pesados que el helio— inferior a la del Sol ([Fe/H] = -0,14).
Gira sobre sí misma con una velocidad de rotación de al menos 30 km/s —15 veces más deprisa que el Sol—, por lo que se la considera un «rotor rápido»; consecuentemente es una estrella joven cuya edad está comprendida entre 20 y 300 millones de años.
Al igual que otras enanas rojas, es una estrella fulgurante que experimenta aumentos bruscos e impredecibles en su brillo en todo el espectro electromagnético.
Ejemplos notables de este tipo de estrellas son EV Lacertae, YZ Canis Minoris o UV Ceti, prototipo de esta clase de variables.